# Herefordkvæg
Hereford kvæg er en kødkvægsrace, der oprindeligt stammer fra Herefordshire i England. På verdensplan er det den mest udbredte kødkvægsrace. I Danmark, hvor den har været anvendt siden midten af 1950'erne, er det den næstmest udbredte kødkvægsrace.
Kvægracen er bl.a. karakteriseret ved god tilvækst og frugtbarhed og et roligt temperament, og den kan pga. sin hårdførhed gå ude det meste af året.

## Udsende
Kvæget er mørkerødt med hvidt hoved, bug og bryst, hvid prygstribe og hvide lemmer; findes både med og uden horn. Kødet er saftigt med kraftig fedtmarmorering.